# هدیه (فیلم ۱۹۷۱)
هدیه (به هندی: Uphaar) فیلمی محصول سال ۱۹۷۱ و به کارگردانی سودندو روی است. در این فیلم بازیگرانی همچون جایا باچان، کامینی کاشال، نانا پالشیکار، لیلا میشرا ایفای نقش کرده‌اند.